# 영선중학교
영선중학교(永善中學校)는 대한민국 전북특별자치도 고창군 무장면 무장리에 있는 사립 중학교이다.

## 학교 연혁
- 1945년 11월 : 무장농업중학교 설립 기성회 조직(회장 진우곤)
- 1946년 10월 : 무장초급중학교 인가
- 1957년 12월 : 학교법인 중앙문화학원 설립
- 1979년 3월 : 학교법인 강호학원 설립
- 1987년 8월 : 학교법인 무송학원 설립(고용림 이사장 취임)
- 2008년 3월 : 전국단위모집 자율학교 인가
- 2009년 9월 : 교육과학기술부 지정 전원학교 선정
- 2011년 8월 : 학급증설 인가(학년당 3학급 총 9학급)
- 2012년 3월 : 디지털교과서 연구학교 지정
- 2012년 3월 : 씨앗학교(혁신학교) 지정
- 2013년 3월 : 전국단위모집 자율학교 재지정
- 2024년 2월 : 제77회 졸업(누계 9,922명)
- 2024년 3월 : 제21대 고명석 교장 취임

## 참고 자료
- 영선중학교 - 한국교육학술정보원 학교알리미